# آلن تامپسون (قایقران کانو)
آلن تامپسون (انگلیسی: Alan Thompson؛ زادهٔ ۱۴ ژوئن ۱۹۵۹) قایقران کایاک اهل نیوزیلند است.
وی در مسابقات کشوری و بین‌المللی در مجموع برندهٔ ۲ مدال طلا، ۲ مدال نقره، ۱ مدال برنز شده‌است.